# ویکتور دوبروولسکی
ویکتور دوبروولسکی (روسی: Виктор Николаевич Добровольский؛ ۲۳ ژانویهٔ ۱۹۰۶ – ۲۸ ژوئیهٔ ۱۹۸۴) بازیگر، و کارگردان فیلم اهل امپراتوری روسیه بود.
وی همچنین برندهٔ جوایزی همچون جایزه هنرمند مردمی اتحاد جماهیر شوروی، نشان پرچم سرخ کار، و نشان لنین شده‌است.